# Discographie de Marcel Amont
Cet article regroupe la discographie de Marcel Amont.
Au cours de sa carrière il a enregistré quelque 850 chansons et publié 32 albums studio de 1957 à 2006,.
Dans cet article on trouvera toute sa discographie française et internationale, de ses premiers 45 tours gravés sur étiquette Polydor, jusqu'aux plus récents CD parus chez UMG et Trema.

## Discographie française

### Albums en public
- 2018 : Par dessus l'épaule

### Compilations
- 1959 : Bleu, blanc, blond (Polydor)
- 1963 : Mes plus grands succès (Polydor)
- 1969 : Bleu, Blanc, Blond (Karussell)
- 1970 : Les lavandes (Coffret Selection du Reader's Digest)
- 1970 : Série chansons 1 (Karussel)
- 1970 : 2 série chansons (Triumph Records)
- 1970 : Marcel Amont (Impact 2)
- 1970 : Vive la chanson (Karussell)
- 1974 : Marcel Amont (CBS)
- 1976 : Grands succès, vol. 1 (CBS)
- 1977 : Grands succès Vol. 2 (CBS)
- 1979 : Disque d'or (CBS)
- 1982 : D'hier D'aujourd'hui (Disc'Az)
- 1987 : Y'a d'la joie (Le Verger)
- 1987 : Chansons et opérettes de nos 20 ans (Le Verger)
- 1987 : Succès de toujours (Zeta)
- 1989 : Collection Bravo (CBS)
- 1989 : Mes grands succès (EPM)
- 1991 : Sympathiq (EPM)
- 1991 : Les inoubliables (Wagram Music)
- 1995 : Les grands succès (Arcade)
- 1996 : La musique est de retour (Versailles)
- 2000 : D'hier et d'aujourd'hui (Le Verger)
- 2000 : Le meilleur de Marcel Amont (Universal ULM)
- 2009 : 24 succès inoubliables (Marianne Melodie)
- 2009 : Le grand café (OVC Media)
- 2008 : Les années Polydor (OVC Media)
- 2008 : Heritage - Escamillo - Polydor (1956-1957) (UMG)
- 2008 : Heritage - Les moulins de mon coeur.. (UMG)
- 2008 : Heritage - Florilège - Polydor (UMG)
- 2008 : Heritage - Bleu, blanc, blond - Polydor (1958-1959) (UMG)
- 2008 : Heritage - Le rapide blanc - Polydor (1959-1961) (UMG)
- 2008 : Heritage - Moi, le clown - Polydor (1964-1965) (UMG)
- 2009 : Julie (OVC Media)
- 2008 : Heritage - Un mexicain - Polydor (1962) (UMG)
- 2009 : Escamillo (Collection Légende de la chanson française) (Marianne Melodie)
- 2009 : 24 succès inoubliables (volume 2) (Marianne Melodie)
- 2010 : Marcel Amont, ses premières années (RDM)
- 2010 : Bleu, blanc, blond ... (Inconnu)
- 2010 : Tout doux, tout doucement (Inconnu)
- 2011 : Chansons françaises (Inconnu)
- 2011 : Marcel Amont (Quelques succès) (Inconnu)
- 2012 : Ses grands succès (Chansons françaises) (Inconnu)
- 2012 : Chansons françaises (20 succès originaux) (Inconnu)
- 2012 : Chansons françaises (Succès originaux) (Inconnu)
- 2012 : Escamillo... - 20 succès (Inconnu)
- 2012 : Marcel Amont, La bonné ideé (Inconnu)
- 2013 : Les grands succès (Inconnu)
- 2013 : Le mexicain (Inconnu)
- 2013 : Bleu, blanc, blond (Inconnu)
- 2013 : Dans le coeur de ma blonde (Inconnu)
- 2013 : Un mexicain (Inconnu)
- 2013 : Best of Marcel Amont (Marianne Mélodie)
- 2014 : Anthologie 1959 - 1975 (Marianne Mélodie)
- 2014 : 25 succès de la chanson française (Marianne Mélodie)
- 2015 : Pigalle (UMG)
- 2015 : Marinella (UMG)
- 2015 : La bagatelle (UMG)
- 2015 : Fantaisie sur des airs d'opérettes (UMG)
- 2015 : Pour un dollar (UMG)
- 2016 : Inoubliables succès (50 succès) (UMG)
- 2016 : Bleu, blanc, blond (2 hits remasterisés) (UMG)
- 2016 : Grands succès d'autrefois (24 succès) (UMG)
- 2016 : Grands succès d'autrefois (UMG)
- 2016 : Inoubliables succès - 2 Vol. (UMG)
- 2017 : 20 chansons d'or (UMG)
- 2017 : Les idoles des années 60 : Marcel Amont, Vol. 2 (UMG)
- 2017 : L'éternel amoureux (UMG)
- 2017 : Marcel Amont (Live) (22 succès de 1958 - 1962) (UMG)
- 2017 : Best of marcel amont (mono version) (UMG)
- 2018 : Moitié orange, Moitié citron (UMG)
- 2018 : Intégrale 1956-1962 (106 succès) (UMG)
- 2018 : Les bleuets d'azur (UMG)

### DVD
- 2016 : * Age Tendre, le coffret des 10 ans, compilation de 5 CD, sorti en octobre 2016

### Singles
Les années de Polydor Records 1956 - 1969 :
- 1956 : Escamillo / Le pigeon voyageur
- 1956 : Sur la table / Les amoureux de papier
- 1959 : La chanson du Grillon / Bleu, blanc, blond
- 1960 : Bleu blanc blond / La chanson du grillon
- 1960 : De cinq à sept / Je suis si heureux
- 1960 : Ma petite symphonie / Le rapide blanc
- 1961 : Bleu blanc blond / Les bleuets d’azur
- 1961 : Dans le cœur de ma blonde / La belle lurette
- 1961 : Dans le cœur de ma blonde (Wheels) / Le porte-plume
- 1962 : Le mexicain / Tango d’amour
- 1962 : Ferme tes jolis yeux / Vous êtes jolie
- 1962 : Mon cœur fait des bonds / Petite aiguille
- 1962 : Un mexicain / Pigalle
- 1963 : Coeur a coeur / Sous une pluie d'étoiles
- 1968 : Ma noire bergere / Viola violino
- 1967 : L’aéroplane / Dans 45 ans
- 1968 : Shuss / C’est la faute au dahu

Les années de CBS 1970 - 1980 :
- 1970 : Marcel Valentino / Quelle belle journée
- 1970 : Monsieur / La demande en mariage
- 1970 : Ah ! C’qu’est bon / Petit Bonhomme
- 1970 : Moitié orange, moitié citron / Les enfants du Docteur Bobo
- 1970 : La noce / Hélène et Guillaume
- 1970 : Marcel valentino / Petit bonhomme
- 1970 : Le muletier et la jeune personne / Romance de Maitre Pathelin
- 1971 : C’est aujourd’hui dimanche / Benjamin le bienheureux
- 1971 : L’amour ça fait passer le temps / Sur ton cœur j’ai posé mon visage
- 1971 : C’est aujourd’hui dimanche / Benjamin le bienheureux
- 1972 : Bleu, blanc, rouge et des frites / Vivement qu’on soit heureux
- 1973 : L’amour c’est moins con… / Il faut un cœur
- 1973 : L’amour à vol d’oiseau / C’est la fête aux copains
- 1973 : Y’a toujours un peintre / Le patron, l’ivrogne et la musique
- 1974 : Monsieur le Commissaire Principal / Avec des si
- 1974 : Fais-moi une famille / La compagnie de son chien
- 1976 : La musique est de retour / L’école
- 1976 : Une Française amoureuse / Mélanie m’a donné rendez-vous
- 1977 : Les chansons d’Italie / Ma ville
- 1978 : C’est comme ça / Arrête la pendule
- 1980 : Camarade vigneron / Un rayon de soleil

Les années de Tréma 1973 - 1987 :
- 1973 : La chèvre de Monsieur Seguin / Le curé de Cucugnan
- 1975 : Les artistes / Le music-hall de grand papa
- 1975 : Les artistes / Figaro ci, Figaro la
- 1975 : Le Chapeau de Mireille / La Charrette de foin
- 1983 : Ça vient ça va / Cette France
- 1984 : Si j’avais 14 ans / Y’a pas l’feu
- 1985 : Le tam-tam des gorilles / Adieu Yukulélés
- 1986 : Viva les Bleus (Mexico 86) / Foot-Footy
- 1987 : J’me tire du zoo / Branchez la couleur

Les années de L’escargot 1979 :
- 1979 : La galère / Le vieux fossile
- 1979 : Viennois / Pour traverser la rivière

Les années de Autoproduction 1980 - 1981 :
- 1980 : La samba d’Aulourou / Aulourou
- 1981 : Mitterrand président / Une rose rouge à ton poing

Les années de AMO Records 1980 : 
- 1980 : L’amour en plus / La bonne nouvelle

Les années de EPM Musique 1988 - 1989 :
- 1988 : La machine à bonheur / Le Duke, le Count, le King
- 1989 : Comme un goût de paradis / Au cinématographe

### 78 tours
- 1957 : Le crieur de journaux (ref. 23. 165)

### 45 tours
Les années de Polydor Records 1956 - 1969, :
- 1956 : Escamillo (ref. 20. 717)
- 1956 : Les amoureux de papier (ref. 20. 721)
- 1956 : Geneviève (ref. 20. 721)
- 1956 : Pour un dollar (ref. 20. 717)
- 1956 : Escamillo (ref. 20. 717)
- 1957 : Allez à la pêche (ref. 20. 734)
- 1957 : Julie (ref. 20. 802)
- 1957 : N'allez jamais à la havane (ref. 70. 717)
- 1957 : Sa casquette (ref. 20. 803)
- 1957 : La barbe au menton (ref. 20. 734)
- 1957 : Mon manège à moi (ref. 20. 833)
- 1958 : Mazurka (ref. 200. 845)
- 1958 : Les yeux doux (ref. 20. 833)
- 1958 : Elle aurait bien voulu (ref. 20. 845)
- 1958 : Barcarolle auvergnate (ref. 20. 803)
- 1958 : Le lapin et les chameaux (ref. 20. 803)
- 1958 : Les yeux doux (ref. 20. 833)
- 1958 : Cha-cha boum (ref. 20. 833)
- 1958 : L’eau vive (ref. 20. 846)
- 1958 : Dans le même sabot (ref. 20. 846)
- 1958 : Barcarolle auvergnate (ref. 46. 566)
- 1958 : Betty la parade (ref. 20. 845)
- 1958 : Le balayeur du Roy (ref. 20. 867)
- 1959 : Tout doux, tout doucement (ref. 20. 900)
- 1959 : Les poupées de Peynet (ref. 20. 918)
- 1959 : Madeleine, Marguerite (ref. 20. 900)
- 1959 : Ballade de François Guillou (ref. 20. 867)
- 1959 : Bleu, blanc, blond (ref. 21. 706)
- 1959 : Quand on est amoureux (ref. 20. 900)
- 1959 : Lucie (ref. 20. 918)
- 1959 : Le chemin de Noël (ref. 20. 918)
- 1960 : Oui, je me marie (ref. 21. 737)
- 1960 : Il a le maillot jaune (ref. 21. 737)
- 1960 : Les bleuets d'azur (ref. 21. 706)
- 1960 : Il a le maillot jaune (ref. 21. 737)
- 1960 : La toque (ref. 21. 739)
- 1960 : Ma petite symphonie (ref. 21. 767)
- 1960 : La chanson du grillon (ref. 21. 775 M)
- 1960 : Pour qu'un bateau (ref. 21. 737)
- 1961 : Dans le cœur de ma blonde (ref. 21. 790)
- 1961 : Pizzicati-pizzicato (ref. 21. 790)
- 1961 : D'où vient le vent (ref. 21. 790)
- 1961 : Chanson d'avril (ref. 21. 775)
- 1962 : L’eau vive (ref. 20. 846)
- 1962 : Dans mon pays (ref. 21. 839)
- 1962 : Chansons de la vallée d'aspe du Béarn et des pyrénées (ref. 27. 045 M)
- 1962 : Valencia (ref. 21. 828 M)
- 1962 : Le mexicain (ref. 21. 839)
- 1962 : Le tango des jumeaux (ref. 21. 875)
- 1962 : Françoise aux bas bleus (ref. 27. 085 M)
- 1962 : Mon cœur fait des bonds (ref. 27. 020 M)
- 1962 : Le jazz et la java (ref. 21. 875)
- 1963 : Adieu Venise provençale (ref. 27. 030)
- 1962 : Les filles de Copenhague (ref. 21. 875)
- 1963 : Aqueros mountagnos (ref. 27. 020)
- 1963 : Cœur à cœur (ref. 27. 040)
- 1963 : Haut! Peyrot Desbelhot (ref. 27. 045)
- 1963 : Récital à Bobino (extraits) (ref. 27. 050 M)
- 1963 : Dis Marie (ref. 27. 020)
- 1963 : Méo Penché (ref. 27. 040)
- 1963 : J'ai trouvé du boulot (ref. 27. 040)
- 1963 : Bèth cèu de Pau (ref. 27. 045)
- 1964 : Danser dans ces dancings (ref. 27. 085 M)
- 1964 : Fantaisie sur des airs d'opérettes (ref. 27. 110 M)
- 1964 : Caroline (ref. 27. 085)
- 1964 : Deux cailloux dans l'eau (ref. 27. 150)
- 1964 : La caval! (ref. 27.130)
- 1964 : Cathy fait-moi danser (ref. 27. 130)
- 1964 : Tout près de ma blonde (ref. 27. 130)
- 1965 : Un mexicain (ref. 10000964)
- 1965 : Eh ! va donc (ref. 27. 150 M)
- 1965 : Au bal de ma banlieue  (ref. 27. 176)
- 1965 : La Jaguar (ref. 27. 176 M)
- 1965 : Maria et le pot au lait (ref. 27. 180 M)
- 1965 : Ping Pong (ref. 50. 962 EPH)
- 1966 : La complainte du fayot (ref. 27. 225)
- 1966 : Dorothée (ref. 27. 265)
- 1967 : Bleu, blanc, blond (ref. 21. 706)
- 1967 : D’Artagnan (ref. 27. 317 M)
- 1967 : Docteur Doolittle (ref. 27. 339)
- 1967 : Mireille (ref. 27. 290 M)
- 1967 : Dans quarante-cinq ans (ref. 27. 336)
- 1967 : Samba d’été (ref. 27. 320)
- 1967 : Comme un air (ref. 27. 320)
- 1967 : L’aéroplane (ref. 27. 336)
- 1967 : La fille du Colonel (ref. 27. 317)
- 1968 : Le jour de mes quatre saisons (ref. 27. 365)
- 1968 : Parler aux animaux (ref. 27. 339)
- 1968 : C'est d'la faute au dahu (ref. 66. 596)
- 1968 : Ma noire bergère (ref. 27. 360)
- 1968 : Les moulins de mon cœur (ref. 27. 365)
- 1968 : Le bal des crapauds (ref. 27. 365)
- 1968 : Lucky Luke (ref. 27. 360)

Les années de CBS 1969 - 1980, :
- 1969 : Monsieur (ref. 4895846)
- 1969 : La demande en mariage (ref. 4393)
- 1969 : Les enfants du docteur Bobo (ref. 4717)
- 1970 : La noce (ref. 5242)
- 1970 : Hélène et Guillaume (ref. 5242)
- 1973 : Benjamin le bienheureux (ref. 7913)
- 1973 : Il faut un coeur (ref. 1492)
- 1973 : Le patron l'ivrogne et la musique (ref. 1683)
- 1973 : C'est la fête aux copains (ref. 1197)
- 1974 : Fais-moi une famille (ref. 2797)
- 1976 : Les chansons d’Italie (ref. CBS 5219)
- 1976 : La musique est de retour (ref. CBS 3984)
- 1976 : L'école (ref. 3984)
- 1976 : Mélanie m'a donné rendez-vous (ref. 4445)
- 1978 : C’est comme ça (ref. 6269)
- 1978 : Arrête la pendule (ref. 6269)
- 1980 : Camarade vigneron (ref. CBS 8515)

Les années de Tréma 1973 - 1989 :
- 1973 : La chèvre de Monsieur Seguin (ref. 410. 018)
- 1975 : Les artistes (ref. 17. 650)
- 1975 : Les artistes (ref. 180. 275-7)
- 1970 : La bonne nouvelle (ref. 49. 703)
- 1982 : Demain, j’arrête de fumer (ref. AZ/1. 878)
- 1983 : Ça vient ça va (ref. 410. 230)
- 1983 : Cette France (ref. 410. 230)
- 1983 : Si j’avais 14 ans (ref. 410. 265)
- 1985 : Le tam-tam des gorilles (ref. 410. 315)
- 1986 : Viva les Bleus (ref. 410. 358)
- 1987 : J’me tire du zoo (ref. 410. 391)
- 1988 : La machine à bonheur (ref. FDS 027)
- 1989 : Comme un goût de paradis (ref. FDS 039)
- 1989 : Au cinématographe (ref. FDS 039)

### 33 tours
Les années de Polydor Records 1956 - 1967 :
- 1956 : Le pigeon voyageur (ref. 133594)
- 1958 : Barcarolle auvergnate (ref. 46. 566)
- 1961 : Les îles (ref. 45. 577)
- 1961 : Vous êtes si jolie (ref. 46. 121)
- 1961 : Les quintuplés (ref. 45. 577)
- 1961 : La caissière du grand café  (ref. 46. 121)
- 1961 : Marinella (ref. 46. 121)
- 1961 : Les îles (ref. 45. 577)
- 1961 : La belle lurette (ref. 45. 577)
- 1961 : Ah! Si vous connaissiez ma poule (ref. 46. 121)
- 1961 : Adieu Venise provençale (ref. 46. 121)
- 1962 : Pigalle, Pigalle (ref. 46. 127)
- 1962 : Petite aiguille (ref. 46. 127)
- 1962 : Le jazz et la java (ref. 46. 127)
- 1962 : On est là (ref. 46. 127)
- 1962 : Percolateur (ref. 46. 127)
- 1963 : Oh! ma rose Marie (ref. 48. 821)
- 1963 : Il est minuit (ref. 48. 821)
- 1963 : J'ai toujours cru qu'un baiser (ref. 48. 821)
- 1963 : Le muletier et la jeune personne (ref. 48. 821)
- 1963 : L'heure exquise (ref. 48. 821)
- 1963 : Dans la vie faut pas s'en faire (ref. 48. 821)
- 1963 : Elle est tellement innocente (ref. 48. 821)
- 1963 : Romance de Maître Pathelin (ref. 48. 821)
- 1963 : La leçon de solfège (ref. 48. 821)
- 1963 : On a l'béguin (ref. 48. 821)
- 1963 : Les inséparables (ref. 48. 821)
- 1963 : Méditerranée (ref. 48. 821)
- 1965 : Barbara (ref. 46. 152)
- 1965 : Colombine et Saxo (ref. 46. 152)
- 1965 : La ballade du cosmonaute (ref. 46. 152)
- 1965 : Les fanochés du pédoncule (ref. 46. 152)
- 1966 : Zombie Jamboree (ref. 657. 015)
- 1966 : Assieds-toi (ref. 657. 015)
- 1966 : Avec un peu de soleil (ref. 657. 015)
- 1966 : Marie et son enfant (ref. 657. 015)
- 1966 : Mon amour d'été (ref. 657. 015)
- 1966 : Pleurez-pas je reviendrai (ref. 657. 015)
- 1966 : Flirt classique (ref. 658. 012)
- 1966 : Grand-maman va rentrer (ref. 637. 015)
- 1966 : Avec un peu de soleil (ref. 657. 015)
- 1967 : Merci d'être venus (ref. 658. 012)
- 1967 : Moi j'aimais le sirtaki (ref. 658. 012)
- 1967 : Sur un air de Zapateado (ref. 658. 012)

Les années de CBS et Tréma 1970 - 1980 :
- 1970 : Ah! C'qu'est bon (ref. 64. 017)
- 1970 : Ballade pour l'espagnol (ref. 64. 017)
- 1970 : Les oriflammes de l'amour (ref. 64.017)
- 1972 : C'est le monde (ref. 65. 361)
- 1972 : Dagobert(ref. 64. 944)
- 1972 : L'amour en wagon-lit (ref. 65. 361)
- 1972 : L'amour à vol d'oiseau (ref. 65. 361)
- 1974 : Au mois de mai (ref. 80.186)
- 1974 : Avec des si (ref. 80.186)
- 1975 : Figaro-ci Figaro-là (ref. 80. 709)
- 1975 : La chanson de Lulu (ref. 80. 709)
- 1975 : J'ai rêvé d'un homme (ref. 80. 709)
- 1975 : A la fin de l'envoi (ref. 80709 01)
- 1975 : Bonsoir (ref. 80. 709)
- 1977 : Fleur de Lotus (ref. 82. 028)
- 1977 : A Pragues, à Santiago (ref. 82028 01)
- 1977 : C'est arrivé à d'autres (ref. 82. 028)
- 1979 : Don Juan (ref. 394)
- 1979 : Faut dialoguer (ref. 394)

### Collaborations
- 2010 : 100 chansons d'amour de légende
- 2014 : Made in France
- 2017 : Claude Nougaro et ses interprètes, vol. 2 : 1956-1962

## Discographie en allemand

### Singles
- 1961 : Er studierte Musik an der Seine /  Bei Blondinen
- 1963 : Sukiyaki  / Mandolino boy
- 1970 : Halb Orange, halb Zitrone / Die gute alte Stummfilmzeit
- 1972 : Nur wahre Liebe macht die Welt zum Paradies / Es gibt nur zwei Möglichkeiten

### 45 tours
- 1960 : Vergiss das nicht (ref. 21 385 EPH)

## Discographie en néerlandais

### Singles
- 1965 : Bleu, blanc, blond / Les bleuets d'azur
- 1965 : Un mexicain / Barbara
- 1965 : Les nez / La sonate pour piano
- 1965 : Romantisch Amsterdam / Het lied van de krekel
- 1972 : Bleu, blanc, blond / Ping Pong

## Discographie en espagnol

### Singles
- 1973 : La vida pasa felizmente (L’amour ça fait passer le temps) / Mi cabeza sobre tu corazón  (Sur ton cœur j’ai posé mon visage)

## Discographie en italien

### Singles
- 1961 : Wheels (Dans le cœur de ma blonde) / Piccola sinfonia
- 1969 : Viva le donne / Un colpo di grancassa
- 1972 : Capita tutto a me (L’amour ça fait passer le temps) / Pomerrigio di Domenica (Sur ton cœur j‘ai posé mon visage)

## Discographie en béarnais
Marcel Amont, fidèle à ses origines béarnaises, a enregistré de nombreux disques en béarnais ; ces disques contiennent aussi bien des chansons traditionnelles que des textes des auteurs classiques de la littérature béarnaise et gasconne, tels que Jacob de Gassion, Xavier Navarrot, Alexis Peyret ou Simin Palay. Cet engagement en faveur des lettres occitanes s'est cristallisé dans son livre Comment peut-on être gascon ?.

### Albums studio
- 1979 : Que canta en biarnés

### Compilations
- 1962 : Chansons de la vallée d'Aspe, du Béarn et des Pyrénées
- 1979 : Que canta en biarnés
- 1981 : Que conta en bearnés
- 1981 : La Hesta
- 1987 : Marcèu Amont canta los poètas gascons

### CD
- 1997 : Marcèu Amont canta los poètas gascons